# 国際連合安全保障理事会決議976
国際連合安全保障理事会決議976（こくさいれんごうあんぜんほしょうりじかいけつぎ976 英: United Nations Security Council Resolution 976）は、1995年2月8日に国際連合安全保障理事会において全会一致で採択された決議。アンゴラに関する決議606とすべての決議を再確認した上で、国際連合安全保障理事会はアンゴラに新たな平和維持のためのミッションである第三次国際連合アンゴラ検証団を設置することを決定した。なお、当面の間、第三次国際連合アンゴラ検証団の任期は同年8月8日までとした。
1994年11月20日にルサカ議定書に署名したアンゴラ政府とアンゴラ全面独立民族同盟（UNITA）に対して、議定書の重要性と確実な履行を重視するように強調した。さらに国際連合安全保障理事会は停戦が遵守されていることに歓迎の意を示したが、ルサカ議定書の履行が遅れていることに懸念を示した上で、アンゴラ大統領のジョゼ・エドゥアルド・ドス・サントスとアンゴラ全面独立民族同盟のジョナス・サヴィンビに対して議定書の履行に向けて政治的な勢いを伸ばすように求めた。またアンゴラは国際連合平和維持活動に対して多額の費用を拠出することを明言しており、国際連合安全保障理事会はアンゴラの申し出を高く評価した。さらにアフリカ統一機構の代表団がアンゴラを訪問していたことも明らかになった。
第三次国際連合アンゴラ検証団はアンゴラ全体の平和と国民和解を図るために設置された。アンゴラには最大で7000名の軍隊、350名の軍事監視員、および260名の警察監視員が配備されていた。軍事監視員と警察監視員のグループは停戦を監視するべく、すぐに現地に配備されることとなり、歩兵部隊も敵対行為への停止、軍事関連のデータの提供、およびアンゴラ全面独立民族同盟の軍隊の位置を確認できた時点で配備された。地雷除去プログラムと国際連合ラジオ局の設立が重要視された。なお、国際安全保障理事会は国際連合のブトロス・ブトロス＝ガーリ事務総長に対し、毎月において第三次国際連合アンゴラ検証団の委任統治とルスカ議定書の履行について報告するように要請した。仮にアンゴラ政府とアンゴラ全面独立民族同盟の協力が得られない場合には、アンゴラにおける国際連合としての役割を見直すこととし、協力が得られた場合には1997年2月までとされているルスカ議定書の完全履行後に第三次国際連合アンゴラ検証団の任務は終了することになっていた。
国際連合安全保障理事会は決議864（1993年9月15日に全会一致で採択：第二次国際連合アンゴラ検証団の活動期限延長）が採択されて以降、すべての国においてアンゴラ全面独立民族同盟への武器禁輸を遵守していることを改めて確認した上で、加盟国、国際連合機関、および非政府組織の貢献を歓迎した。なお、ブラジルとロシアがアンゴラ全面独立民族同盟への武器全面禁輸を拒否した。この点においては、ブラジルとロシアの両国に対して武器や物資の輸送を中止し、代わりの策として人道的責務におけるための資源に充てるように促されることとなった。国際連合安全保障理事会はアンゴラに対して、1995年3月20日までに国際連合との地位協定締結を行うように要求した。最後に、国際連合安全保障理事会は第三次国際連合アンゴラ検証団の要員に対する安全保障、および移動の自由を確保することをすべての当事国に求めた。